# Đurovac
Đurovac es un pueblo del municipio de Prokuplje, Serbia. Según el censo de 2002, el pueblo tiene una población de 147 personas. 